# Pinocchio (film, 2022)
Pour les articles homonymes, voir Pinocchio (homonymie).
Ne doit pas être confondu avec Pinocchio (film d'animation, 2022).
Pour plus de détails, voir Fiche technique et Distribution.
Pinocchio est un film américain réalisé par Robert Zemeckis et sorti en 2022 sur Disney+. Le cinéaste coécrit le scénario avec Chris Weitz. Il s'agit d'un remake en prise de vues réelles du film d'animation Pinocchio sorti en 1940 qui est lui-même une adaptation cinématographique du roman Les Aventures de Pinocchio de Carlo Collodi.
Le film s'inscrit dans une volonté de Walt Disney Pictures d'adapter en films en prises de vues réelles ses films d’animation dits « classiques », à l'instar du Livre de la jungle (2016), Aladdin (2019), Dumbo (2019) ou encore La Belle et le Clochard (2019).
Le film débute alors qu'un sculpteur sur bois nommé Geppetto fabrique une marionnette qu'il baptise « Pinocchio ». Souhaitant avoir un enfant, il fait le vœu à l'étoile des souhaits d'en avoir un. Ainsi la fée bleue donne naissance à Pinocchio, qui doit faire ses preuves de loyauté, de courage et pour être digne de confiance afin de devenir un vrai petit garçon. Accompagné de sa conscience Jiminy Cricket, Pinocchio devra affronter beaucoup d'obstacles dangereux pour devenir un vrai petit garçon.

## Synopsis
Un soir dans le petit village Toscan de Collodi en 1900, Jiminy Cricket, un grillon vagabond, entre dans la maison d'un sculpteur sur bois, veuf, nommé Geppetto, lequel vit avec un chaton Figaro et un poisson Cléo, pour se réchauffer et reprendre la route le lendemain. Geppetto vient d'achever la fabrication d'un pantin de bois inspiré par son fils décédé : il le nomme Pinocchio ("L'espoir de le voir revenir"). Geppetto est alors dérangé par un client tardif, lequel lui demande de lui vendre une de ses horloges. Geppetto refuse, malgré les supplications du client, car ses horloges représentent pour lui des souvenirs de sa défunte épouse.
Avant de se coucher, Geppetto fait un vœu à l'Étoile des souhaits.
Plus tard, vers minuit, l'Étoile donne magiquement vie à Pinocchio, ce qui choque Jiminy, lequel a été témoin de la scène. Une Fée bleue apparaît en effet devant Pinocchio, le libère de ses fils, répare sa boîte vocale et lui dit que s’il se montre brave, généreux et digne de confiance, alors il deviendra un vrai petit garçon. La Fée bleue confie à Jiminy la responsabilité d'être la conscience de Pinocchio et de lui enseigner à discerner le bien du mal. D'abord réticent, il finit par accepter afin de redonner sens à sa vie. Lorsque Geppetto se réveille et trouve Pinocchio vivant, il est d'abord choqué, mais ensuite ravi d'avoir à nouveau la chance de reconstruire une famille.
Quelques jours plus tard, après de menus incidents, Geppetto décide que le moment est venu d'envoyer Pinocchio à l'école. Ce dernier est ravi. Le lendemain, Pinocchio part pour l'école après que Geppetto lui ait donner quelques affaires scolaires, bien qu’il ait du mal à le laisser partir. Mais en chemin, il est bientôt approché par le renard roublard Grand Coquin et son partenaire Gédéon le chat. Grand Coquin persuade Pinocchio qu'il doit vivre une vie de célébrité afin de devenir un vrai petit garçon — il prévoit en réalité de le vendre au marionnettiste Stromboli, lequel il a déjà trompé dans le passé.
Jiminy, qui s’est réveillé en retard - avec l'aide d'une mouette nommée Sofia, convainc Pinocchio de se rendre à l'école. Mais après que Jiminy l'ait déposé et expliqué comment se comporter en classe, Pinocchio est expulsé par le directeur parce qu'il n’est, selon lui, qu’une « marionnette ». Pinocchio décide alors de suivre les conseils de Grand Coquin ; ils se rendent chez Stromboli après avoir enfermé Jiminy dans un bocal en verre pour l'empêcher de les arrêter. Geppetto, Figaro et Cléo partent à la recherche de Pinocchio quand ils s’aperçoivent qu’il ne rentre pas à la maison pour dîner - malgré sa peur de quitter son échoppe, mais déterminé à le retrouver.
Au théâtre de Stromboli, Pinocchio se lie d'amitié avec l'une des employées, Fabiana, une ancienne ballerine au pied cassé, et avec sa marionnette Sabina - pour laquelle Pinocchio a un faible. Pinocchio livre une bonne prestation pour la foule, manquant de déclencher un incendie sur scène à cause de ses pieds . Après la représentation, Pinocchio patiente dans la caravane de Stromboli, puis assiste au numéro de Fabiana et Sabina ; il prend part à celui-ci. Mais Stromboli l'enferme aussitôt dans une cage à oiseaux pour l'empêcher de partir, ne voulant pas perdre sa "petite mine d'or en bois". Fabiana et Sabina rendent visite à Pinocchio le soir même et lui font part de leur plan qui consiste en ce qu'une fois au prochain village, les employés se mutinent contre Stromboli et créent leur propre théâtre. Jiminy finit par se libérer du bocal, retrouve Pinocchio et parvient à l'aider à s'échapper grâce aux mensonges que profère ce dernier, lesquels lui allongent le nez, ce qui permet à Jiminy d'atteindre la clé de la cage.
En route pour rentrer chez Geppetto, Pinocchio et Jiminy se retrouvent embarqués dans un chariot plein d'enfants. Ce chariot est conduit par un cocher charismatique, lequel emmène les petits sur « l'Île Enchantée », une île-parc d'attractions où la mauvaise conduite est permise et même encouragée. Pinocchio est d'abord réticent, mais les autres enfants font pression sur lui pour y aller quand même. Le cocher, en outre, lui promet qu'il ne sera plus un pantin de bois. Pinocchio finit par accepter. Lorsqu'ils atteignent l'île, Pinocchio est troublé par les nombreux méfaits que commettent les enfants, au grand plaisir d'un garçon irresponsable nommé Crapule, avec qui Pinocchio se lie d'amitié. Ce dernier profite néanmoins des attractions les plus apaisantes de l'île. Jiminy, séparé une nouvelle fois de Pinocchio, arrive sur l'île et découvre par accident que les enfants sont transformés en ânes afin que le cocher puisse les vendre comme esclaves dans des mines de sel, aidé en cela par d’étranges assistants ressemblant à des fantômes. Dans une salle de billard, lors d’une conversation, Pinocchio est témoin de la transformation de Crapule en âne ; il réussit malgré tout à s'échapper de l'île avec l'aide de Jiminy et celle, involontaire, de Crapule, avant que le cocher et ses compères ne puissent les capturer, non sans que le garçon de bois ne se retrouve pourvu d'oreilles et d'une queue d'âne.
Pinocchio et Jiminy retournent chez Geppetto, mais découvrent qu'il n'est plus à la maison : en effet, après que Sofia lui a montré un dépliant de l'Île Enchantée pour lui indiquer où se trouve Pinocchio, Geppetto a vendu toutes ses horloges et acheté un bateau pour s’y rendre. En essayant de trouver Geppetto, Pinocchio retrouve Fabiana et Sabina, qui lui disent que Stromboli a été arrêté par les carabinieri pour ses abus sur ses employés et qu'elles ont repris son spectacle de marionnettes. Elles offrent à Pinocchio de les rejoindre, mais Pinocchio refuse, voulant sauver son père, ce qui fait disparaître ses dernières transformations en âne. Ils se disent au revoir et se promettent de se retrouver l'année prochaine.
Pinocchio a l'idée de s’accrocher à une corde tirée par Sofia, lui permettant de glisser sur l'eau. Il finit par retrouver Geppetto dans son bateau et lui raconte toutes les aventures qui lui sont arrivées. Alors qu’ils sont réunis, un monstre marin géant nommé Monstro les avale. Ils se réfugient alors dans un bateau échoué dans l'estomac de Monstro. Après des retrouvailles émouvantes, Pinocchio a l'idée de faire éternuer Monstro en allumant un feu avec ses pieds en bois. Le plan est un succès, Monstro éternue et ils sont expulsés. Monstro les prend ensuite en chasse, Pinocchio utilisant ses pieds à nouveau, cette fois ci comme des hélices pour propulser le bateau. Tout en traversant la grotte d'une plage, Monstro percute de plein fouet le flanc de la falaise, se tuant sur le coup. Tout se termine par un échouage général sur la terre ferme, laissant Geppetto inconscient.
Croyant que son père est mort, Pinocchio pleure sur lui. Une larme magique tombe de son œil sur Geppetto, ce qui le réveille. Geppetto dit ensuite à Pinocchio que bien que ce dernier soit une marionnette, il s'est comporté en vrai petit garçon en raison de tout ce qu'il a fait. Il s'excuse de lui avoir donné l'impression qu'il était son fils décédé. Il lui dit ensuite qu'il est parfait comme il est et qu'il est fier de lui. Après des accolades émouvantes, ils partent pour leur maison. Ils traversent une grotte lumineuse, la Fée Bleue semblant les attendre au bout. Pendant ce temps, Jiminy Cricket dit dans sa narration que des histoires ont été racontées selon lesquelles Pinocchio est devenu un vrai petit être humain, mais qu'il ne sait pas si elles sont vraies ou non. Ce qui compte, c'est que Pinocchio se comporte en vrai petit garçon, brave, généreux et digne de confiance, ce qui rend Geppetto extrêmement fier. En rentrant dans la grotte, les parties en bois de Pinocchio semblent prendre un aspect humain.

## Fiche technique
Sauf indication contraire, les informations mentionnées dans cette section peuvent être confirmées par la base de données cinématographiques IMDb,  présente dans la section « Liens externes ».
- Titre original : Pinocchio
- Réalisation : Robert Zemeckis
- Scénario : Chris Weitz et Robert Zemeckis, d'après Pinocchio de Disney, lui-même inspiré du roman Les Aventures de Pinocchio de Carlo Collodi
- Musique : Alan Silvestri
- Décors : Stefan Dechant
- Costumes : Joanna Johnston
- Photographie : Don Burgess
- Montage : Jesse Goldsmith et Mick Audsley
- Production : Andrew Miano et Chris Weitz
  - Production déléguée : Jacqueline Levine et Jack Rapke
- Sociétés de production : Walt Disney Pictures et Depth of Field
- Société de distribution : Walt Disney Studios Motion Pictures
- Budget : 150 millions de dollars[1]
- Pays de production :  États-Unis
- Langue originale : anglais
- Format : couleur
- Genre : comédie dramatique, musical, fantastique, aventures
- Durée : 105 minutes
- Dates de sortie[2] :
  - Monde : 8 septembre 2022 (sur Disney+)
- Classification[3] :
  - États-Unis : PG
  - France : interdit aux moins de 12 ans

## Personnages
- Pinocchio : une marionnette vivante en bois sculptée par Geppetto et animée par la fée bleue. Guilleret, intelligent, émerveillé et curieux du monde qui l'entoure mais surtout naïf. Il cherche à connaître le bien et le mal afin qu'un jour il devienne un vrai garçon et rende son père fier de lui. Son nez s'allonge quand il dit des mensonges.
- Geppetto : un sculpteur sur bois, horloger et fabricant de jouets italien. Gentil, âgé et optimiste mais solitaire et légèrement agoraphobe et très attaché à ses horloges - qu'il a construites pour sa défunte épouse Constanza. Il construit et élève Pinocchio comme son propre fils et souhaite ardemment qu'il devienne un vrai garçon et fonde une famille. Geppetto l'a créé par chagrin pour la mort de son jeune premier fils (dont on ignore le nom et la cause de la mort).
- Jiminy Cricket : un criquet anthropomorphe vagabond, sage, intelligent et blagueur mais malchanceux. Il devient la "conscience" provisoire de Pinocchio, jusqu'à ce qu'il puisse acquérir la sienne. C'est lui le narrateur partiel et brise plusieurs fois le quatrième mur au cours de l'histoire.
- La Fée bleue : une fée à la voix et personnalité douce qui donne vie à Pinocchio et promet de le transformer en un vrai garçon s'il se montre brave, généreux et digne de confiance. Et elle confie la responsabilité à Jiminy Cricket d'être sa conscience provisoire. Elle intervient plusieurs fois dans l'histoire même si l’on ne la voit pas.
- Le cocher : propriétaire et exploitant charismatique mais imposant de L'île Enchantée. Où des enfants indisciplinés et rebelles sont transformés en ânes et vendus aux mines de sel de divers endroits. Il est servi par de grosse bêtes noires vaporeuses.
- Grand Coquin (« Honest » John Worthington Foulfellow en VO) : un renard anthropomorphe roublard, intelligent et excentrique qui aime chanter. Il convainc Pinocchio d'aller au théâtre de marionnettes de Stromboli en échange de l'argent. Il est souvent accompagné de Gédéon , un chat anthropomorphe muet partenaire et acolytes de crimes, stupide, maladroit et insensé, qui sert de relief comique au film.
- Stromboli : un marionnettiste abusif, cupide et arrogant qui a l'intention de forcer Pinocchio à se produire sur scène afin de lui faire gagner plus d'argent, pour son compte. Il parle en italien et maugrée en charabia quand il se met en colère, bien qu'il soit appelé "vieille fripouille" par Grand Coquin.
- Fabiana : une marionnettiste emphatique, bienveillante et forte qui travaille pour Stromboli. Elle était une ancienne ballerine jusqu'au jour où une blessure au pied gauche a mis fin à sa carrière de danseuse - elle doit porter une prothèse.
- Sabina : la marionnette de Fabiana. Tout comme elle, c'est une ballerine bienveillante, joviale et forte à la fois - qui aime danser et chanter. Pinocchio tombe follement amoureux de Sabina et cela permet de le mettre en confiance avec Fabiana.
- Sofia : une mouette âgée mais énergique que Geppetto connaît et qui se lie d'amitié avec Jiminy.
- Crapule (Lampwick en VO) : un garçon espiègle, irresponsable et taquin, avec qui Pinocchio se lie d'amitié en se rendant sur l'Île Enchantée. Il est transformé en âne sur l'île pour ses méfaits.
- Le directeur : il expulse Pinocchio de son école pour être un pantin, déclarant que l'école est pour les vrais enfants et que les pantins appartiennent aux spectacles de marionnettes.
- Signore Rizzi : un riche gentleman italien qui veut acheter l'une des horloges de Geppetto.
- Signora Vitelli : une des enseignants italiens, et qui en plus escorte les enfants à l'école.

## Distribution
- Benjamin Evan Ainsworth (en) (VF : Simon Faliu) : Pinocchio (voix)
- Tom Hanks (VF : Tristan Harvey) : Geppetto
- Joseph Gordon-Levitt (VF : Pascal Nowak) : Jiminy Cricket (voix)
- Cynthia Erivo (VF : Corinne Wellong (voix parlée) ; Dominique Magloire (voix chantée))
- Luke Evans (VF : Marc Arnaud) : Le cocher
- Keegan-Michael Key (VF : Michel Lerousseau) : Grand Coquin (« Honest » John Worthington Foulfellow en VO) (voix)
- Giuseppe Battiston (VF : Xavier Fagnon) : Stromboli
- Kyanne Lamaya (VF : Emmylou Homs) : Fabiana
- Jaquita Ta'le (VF : Emmylou Homs) : Sabina (voix)
- Lorraine Bracco (VF : Cathy Cerdà) : Sofia, (voix)
- Lewin Lloyd (VF : Axel Truchard) : Crapule (Lampwick en VO)
- Jamie Demetriou : le directeur de l'école
- Angus Wright (VF : Serge Faliu) : Signore Rizzi
- Sheila Atim : Signora Vitelli

Galerie photo des acteurs
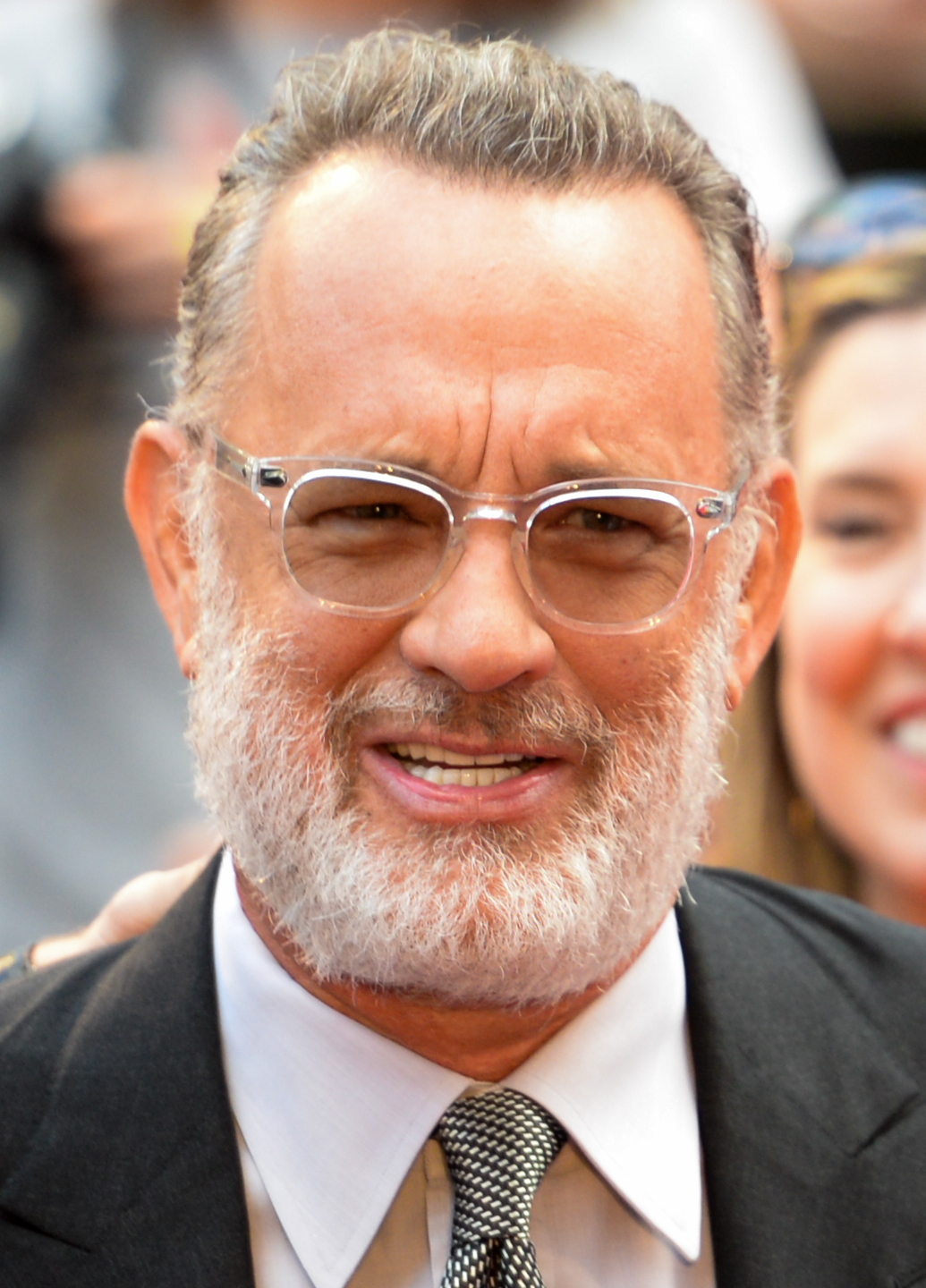
Tom Hanks
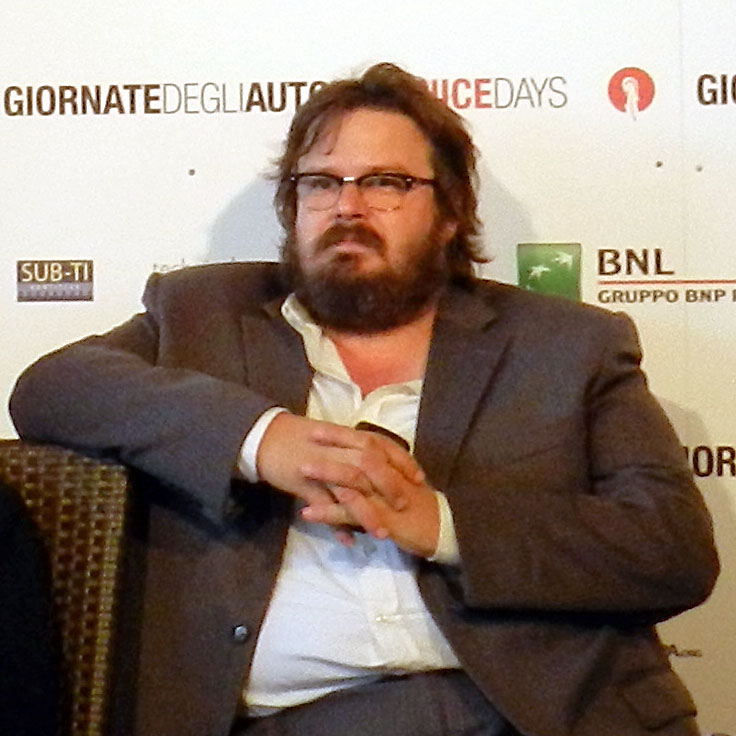
Giuseppe Battiston
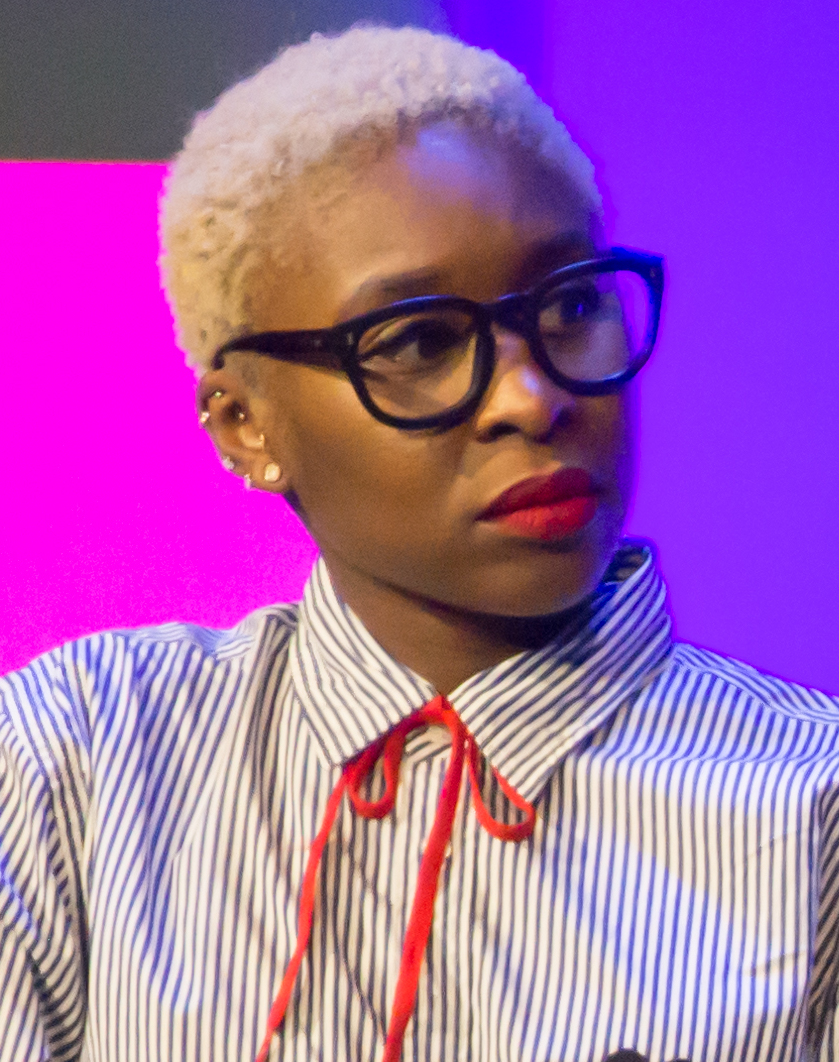
Cynthia Erivo
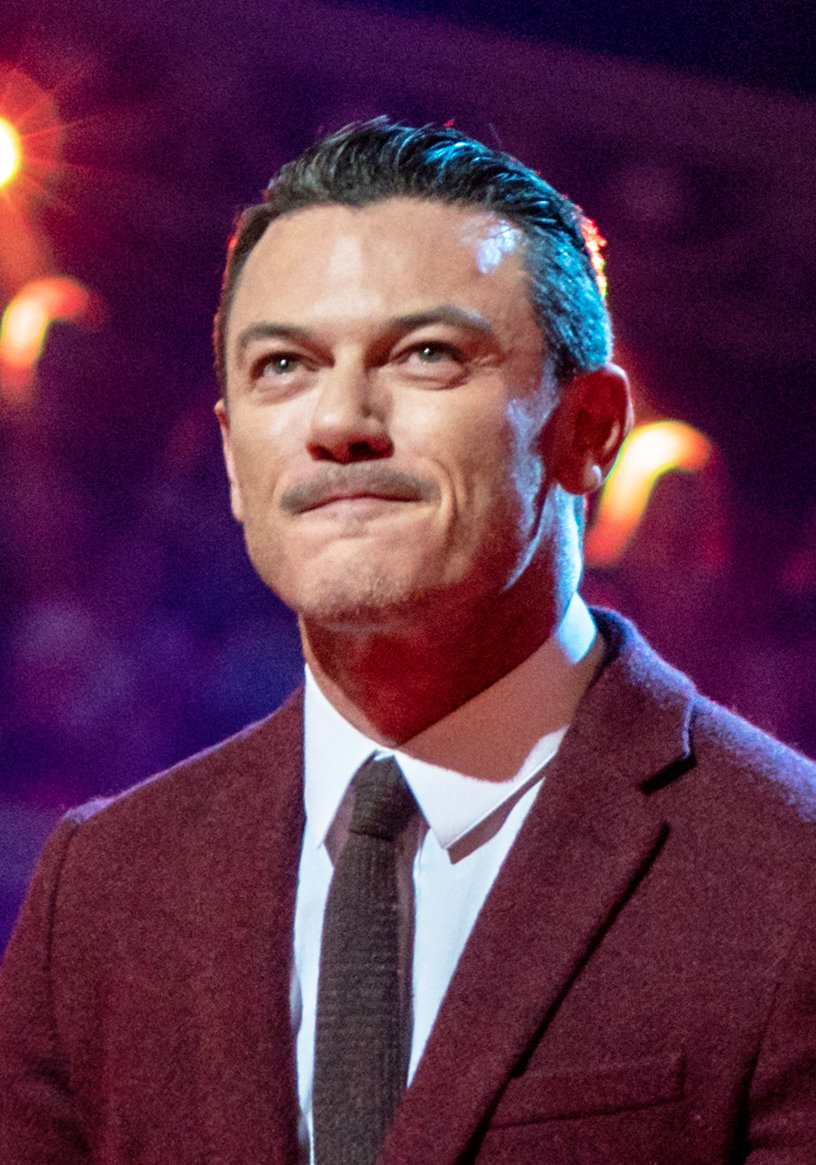
Luke Evans
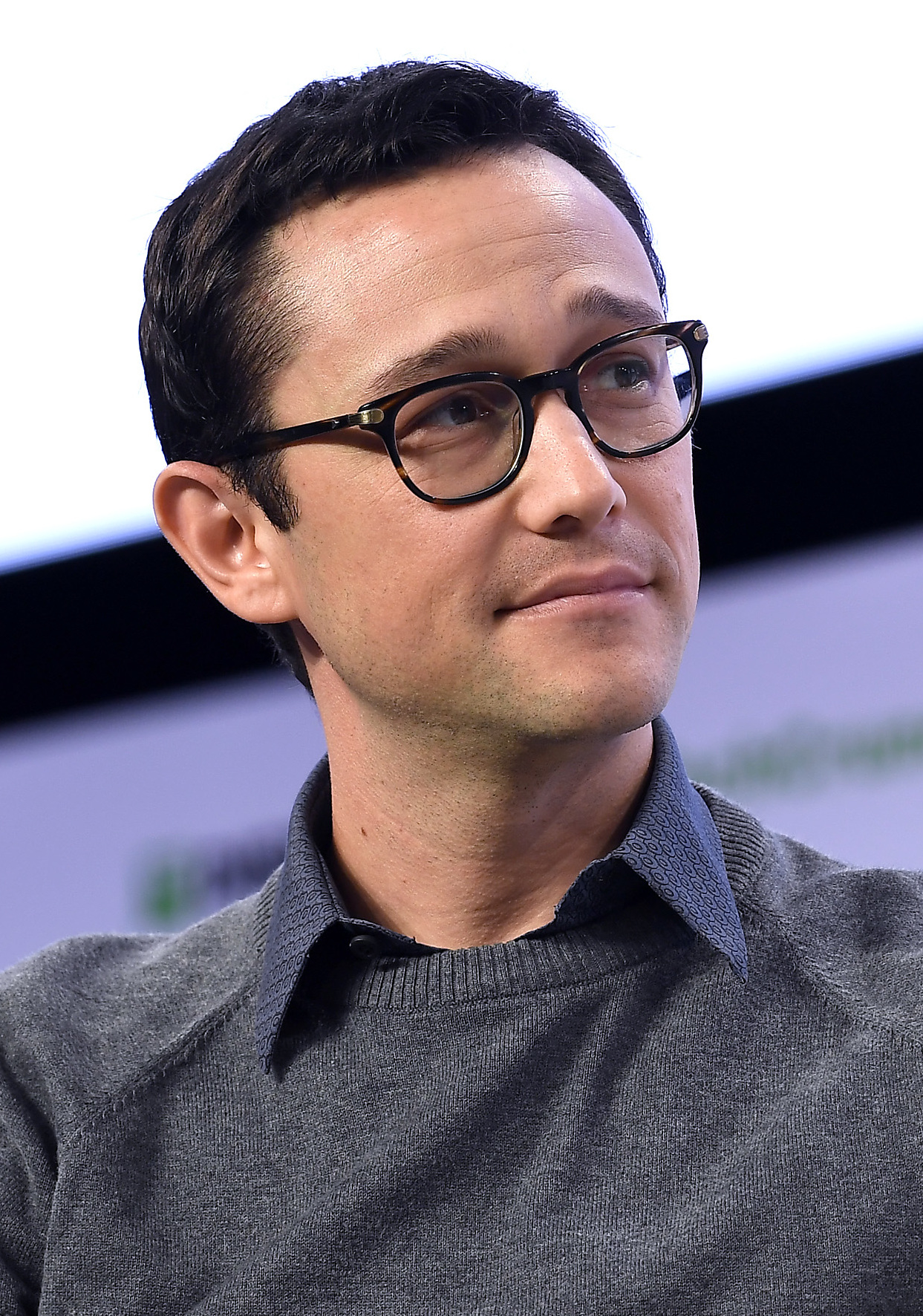
Joseph Gordon-Levitt
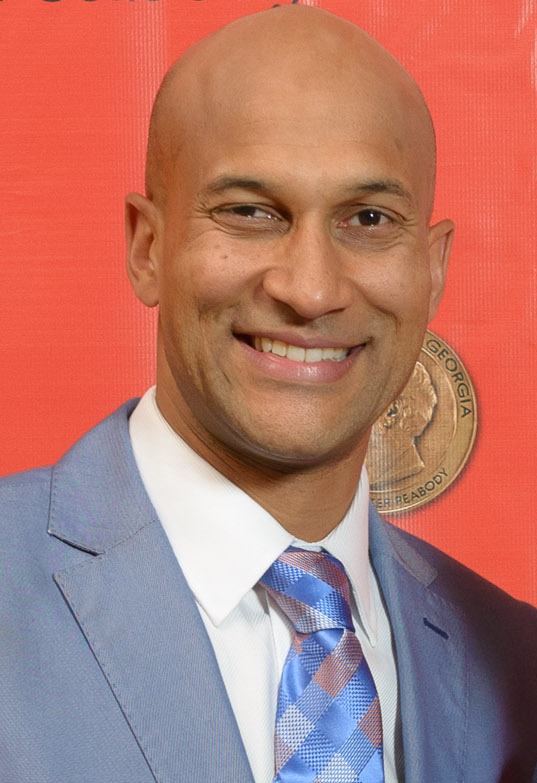
Keegan-Michael Key
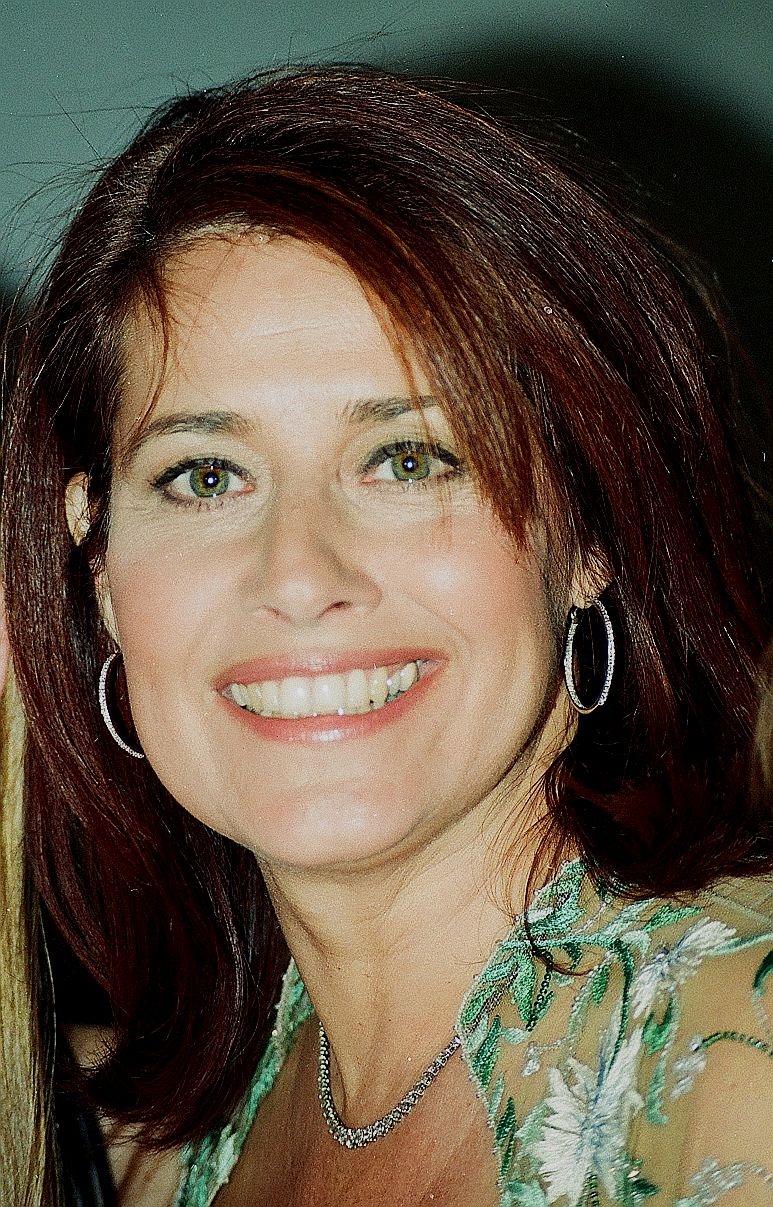
Lorraine Bracco

### Version française
Le doublage français a en partie été réalisé en France et en partie été réalisé au Québec.
- Directrices artistiques des dialogues : Patricia Legrand (France) et Sophie Deschaumes (Québec)
- Directeurs artistiques des chants : Quentin Bachelet (France)
- Adaptation des dialogues : Franck Hervé
- Adaptation des chansons : Virginie Acariès
- Adaptation des chansons issues du film de 1944 : Louis Sauvat et Jean Cis
- Ingénieurs sons : Alain Urbe (dialogues) et Laureen Mazeau (chansons)
- Montage : Justin Huss
- Mixage : Frédéric Dray (dialogues) et Laureen Mazeau (chansons)
- Responsable de production : Natalie Appert
- Responsables de la création : Boualem Lamhene et Nadira Kacimi
- Studio de doublage : Dubbing Brothers (France) et Difuze (Québec)

## Production

### Genèse et développement
En avril 2015, il est annoncé que Walt Disney Pictures développe un remake en prises de vues réelles de Pinocchio. Peter Hedges est alors annoncé comme scénariste. En mai 2017, il est finalement remplacé par Chris Weitz, qui officiera également comme producteur. Sam Mendes est alors évoqué comme réalisateur, mais il refusera finalement le poste.
En février 2018, Paul King est envisagé pour mettre en scène le film. Le tournage doit alors débuter en 2018. Jack Thorne est alors engagé pour retravailler le script de Chris Weitz. En août 2018, Chris Weitz explique que le script est toujours en cours d'écriture et que le tournage aura lieu en 2019, entre l'Angleterre et l'Italie. En novembre 2018, il est révélé que Simon Farnaby a écrit une nouvelle version du scénario. En janvier 2019, le réalisateur Paul King quitte le projet pour des raisons familiales.
En octobre 2019, Robert Zemeckis est annoncé pour le remplacer. Sa participation est confirmée en janvier 2020 et il est précisé qu'il consignera également le script avec Chris Weitz.

### Choix des interprètes
En novembre 2018, Tom Hanks est en négociations pour incarner Geppetto, mais il abandonne initialement à la suite du départ du réalisateur Paul King. Finalement en août 2020, Tom Hanks rejoint à nouveau le projet. L'acteur a finalement changé d'avis avec l'arrivée de Robert Zemeckis, qui l'avait auparavant dirigé dans Forrest Gump (1994), Seul au monde (2000) et Le Pôle express (2004),.
En janvier 2021, Luke Evans est choisi pour tenir le rôle du cocher alors qu'Oakes Fegley est contacté pour le rôle de Lampwick. En mars 2021, Benjamin Evan Ainsworth est choisi pour incarner Pinocchio, alors que Cynthia Erivo, Joseph Gordon-Levitt, Keegan-Michael Key et Lorraine Bracco rejoignent eux-aussi la distribution.

### Tournage
Le tournage débute le 17 mars 2021 en Angleterre, dans les Cardington Film Studios à Bedford, sous le faux-titre Mahogany,. Il a lieu également en Toscane.

### Musique
La musique du film sera composée par Alan Silvestri, collaborateur de longue date de Robert Zemeckis. Il écrira de nouvelles chansons avec Glen Ballard. Certaines chansons de Pinocchio (1940) seront utilisées.

## Sortie et accueil

### Dates de sortie
En octobre 2019, il est annoncé que Disney envisage de sortir le film sur Disney+, après les échecs commerciaux de deux autres remakes en prises de vues réelles Dumbo et Maléfique : Le Pouvoir du mal, même si la présence de Robert Zemeckis comme réalisateur laisse à penser à une sortie au cinéma. En décembre 2020, le film est officiellement annoncé sur Disney+.

### Accueil critique
Le film reçoit dans l’ensemble des critiques négatives. Sur l’agrégateur américain Rotten Tomatoes, le film obtient la note de 28 % d’opinions favorables pour 181 critiques. Sur Metacritic, il obtient une note moyenne de 38 sur 100 pour 37 critiques.
En France, il obtient des critiques allant du mitigé au négatif. Le site Allociné propose une note moyenne de 2 sur 5 à partir de l’interprétation de critiques provenant de 12 critiques de presse.
Il a par ailleurs été « récompensé » aux Razzie Awards 2023 comme «pire préquelle, remake, reboot ou suite» et nommé dans plusieurs autres catégories (pire film, pire acteur pour Tom Hanks, pire scénario, pire réalisateur et pire actrice dans un second rôle pour Lorraine Bracco).